# Ronde van Romandië 2008
De 62e editie van de Ronde van Romandië werd gehouden van 29 april tot en met 4 mei 2008 in Romandië, Zwitserland. Opmerkelijk aan deze editie was dat de tijdrit niet in de laatste etappe werd verreden, maar in de derde. De Duitser Andreas Klöden won deze tijdrit en gaf in vierde en vijfde etappe zijn gele trui niet meer weg.

## Etappe-overzicht
| etappe  | datum    | start       | finish       | afstand  | winnaar            | klassementsleider |
| ------- | -------- | ----------- | ------------ | -------- | ------------------ | ----------------- |
| Proloog | 29 april | Genève      | Genève       | 1,9 km   | Mark Cavendish     | Mark Cavendish    |
| 1e      | 30 april | Morges      | Saignelégier | 182,4 km | Maksim Iglinski    | Michael Albasini  |
| 2e      | 1 april  | Moutier     | Fribourg     | 170 km   | Robbie McEwen      | Michael Albasini  |
| 3e      | 2 april  | Sion (t)    | Sion (t)     | 18,8 km  | Andreas Klöden     | Andreas Klöden    |
| 4e      | 3 april  | Sion        | Zinal        | 112,4 km | Francesco De Bonis | Andreas Klöden    |
| 5e      | 4 april  | Le Bouveret | Lausanne     | 159,4 km | Daniele Bennati    | Andreas Klöden    |

## Klassementsleiders
| Etappe  | Algemeen Klassement | Sprintklassement | Bergklassement     | Puntenklassement |
| Proloog | Mark Cavendish      | Mark Cavendish   | Niet uitgereikt    | Mark Cavendish   |
| 1       | Michael Albasini    | Morris Possoni   | Francisco Vila     | Michael Albasini |
| 2       | Michael Albasini    | Morris Possoni   | Francisco Vila     | Michael Albasini |
| 3       | Andreas Klöden      | Morris Possoni   | Francisco Vila     | Michael Albasini |
| 4       | Andreas Klöden      | Morris Possoni   | Francesco De Bonis | Andreas Klöden   |
| 5       | Andreas Klöden      | Morris Possoni   | Francesco De Bonis | Daniele Bennati  |

## Etappe-uitslagen

### Proloog
| Uitslag Etappe | Uitslag Etappe   | Uitslag Etappe      | Uitslag Etappe |
| rang           | renner           | land                | tijd           |
| -------------- | ---------------- | ------------------- | -------------- |
| 1              | Mark Cavendish   | Verenigd Koninkrijk | 2' 07"         |
| 2              | Daniele Bennati  | Italië              | z.t.           |
| 3              | Michael Albasini | Zwitserland         | + 0' 01        |
| 4              | Björn Schröder   | Duitsland           | z.t.           |
| 5              | Bradley Wiggins  | Verenigd Koninkrijk | z.t.           |

| Tussenstand algemeen klassement | Tussenstand algemeen klassement | Tussenstand algemeen klassement | Tussenstand algemeen klassement |
| rang                            | renner                          | land                            | tijd                            |
| ------------------------------- | ------------------------------- | ------------------------------- | ------------------------------- |
|                                 | Mark Cavendish                  | Verenigd Koninkrijk             | 2' 07"                          |
| 2                               | Daniele Bennati                 | Italië                          | z.t.                            |
| 3                               | Michael Albasini                | Zwitserland                     | + 0' 01"                        |
| 4                               | Björn Schröder                  | Duitsland                       | z.t.                            |
| 5                               | Bradley Wiggins                 | Verenigd Koninkrijk             | z.t.                            |

### 1e etappe
| Uitslag Etappe | Uitslag Etappe     | Uitslag Etappe | Uitslag Etappe |
| rang           | renner             | land           | tijd           |
| -------------- | ------------------ | -------------- | -------------- |
| 1              | Maksim Iglinski    | Kazachstan     | 4u 47'28"      |
| 2              | Michael Albasini   | Zwitserland    | z.t.           |
| 3              | Markus Zberg       | Zwitserland    | z.t.           |
| 4              | Thomas Dekker      | Nederland      | + 0' 02"       |
| 5              | Aleksandr Jefimkin | Rusland        | z.t.           |

| Tussenstand algemeen klassement | Tussenstand algemeen klassement | Tussenstand algemeen klassement | Tussenstand algemeen klassement |
| rang                            | renner                          | land                            | tijd                            |
| ------------------------------- | ------------------------------- | ------------------------------- | ------------------------------- |
|                                 | Michael Albasini                | Zwitserland                     | 4u 49'30"                       |
| 2                               | Maksim Iglinski                 | Kazachstan                      | + 0' 01"                        |
| 3                               | Markus Zberg                    | Zwitserland                     | + 0' 08"                        |
| 4                               | Roman Kreuziger                 | Tsjechië                        | z.t.                            |
| 5                               | Thomas Dekker                   | Nederland                       | + 0' 09"                        |

### 2e etappe
| Uitslag Etappe | Uitslag Etappe      | Uitslag Etappe | Uitslag Etappe |
| rang           | renner              | land           | tijd           |
| -------------- | ------------------- | -------------- | -------------- |
| 1              | Robbie McEwen       | Australië      | 4u 16'16"      |
| 2              | Daniele Bennati     | Italië         | z.t.           |
| 3              | Matti Breschel      | Denemarken     | z.t.           |
| 4              | Markus Zberg        | Zwitserland    | z.t.           |
| 5              | Aleksandr Botsjarov | Rusland        | z.t.           |

| Tussenstand algemeen klassement | Tussenstand algemeen klassement | Tussenstand algemeen klassement | Tussenstand algemeen klassement |
| rang                            | renner                          | land                            | tijd                            |
| ------------------------------- | ------------------------------- | ------------------------------- | ------------------------------- |
|                                 | Michael Albasini                | Zwitserland                     | 9u 05'46"                       |
| 2                               | Maksim Iglinski                 | Kazachstan                      | + 0' 01"                        |
| 3                               | Markus Zberg                    | Zwitserland                     | + 0' 08"                        |
| 4                               | Roman Kreuziger                 | Tsjechië                        | z.t.                            |
| 5                               | Thomas Dekker                   | Nederland                       | + 0' 09"                        |

### 3e etappe
| Uitslag Etappe: tijdrit | Uitslag Etappe: tijdrit | Uitslag Etappe: tijdrit | Uitslag Etappe: tijdrit |
| rang                    | renner                  | land                    | tijd                    |
| ----------------------- | ----------------------- | ----------------------- | ----------------------- |
| 1                       | Andreas Klöden          | Duitsland               | 25' 32"                 |
| 2                       | Thomas Dekker           | Nederland               | + 6"                    |
| 3                       | Stef Clement            | Nederland               | + 20"                   |
| 4                       | Tony Martin             | Duitsland               | + 21"                   |
| 5                       | Gustav Larsson          | Zweden                  | + 25"                   |

| Tussenstand algemeen klassement | Tussenstand algemeen klassement | Tussenstand algemeen klassement | Tussenstand algemeen klassement |
| rang                            | renner                          | land                            | tijd                            |
| ------------------------------- | ------------------------------- | ------------------------------- | ------------------------------- |
|                                 | Andreas Klöden                  | Duitsland                       | 9u 31' 58"                      |
| 2                               | Thomas Dekker                   | Nederland                       | + 0' 05"                        |
| 3                               | Roman Kreuziger                 | Tsjechië                        | + 0' 35"                        |
| 4                               | Vladimir Goesev                 | Rusland                         | + 0' 38"                        |
| 5                               | Marco Pinotti                   | Italië                          | + 0' 43"                        |

### 4e etappe
| Uitslag Etappe: tijdrit | Uitslag Etappe: tijdrit | Uitslag Etappe: tijdrit | Uitslag Etappe: tijdrit |
| rang                    | renner                  | land                    | tijd                    |
| ----------------------- | ----------------------- | ----------------------- | ----------------------- |
| 1                       | Francesco De Bonis      | Italië                  | 3u 28' 06"              |
| 2                       | John Gadret             | Frankrijk               | + 0' 03"                |
| 3                       | Manuel Beltrán          | Spanje                  | + 0' 05"                |
| 4                       | Sandy Casar             | Frankrijk               | + 0' 07"                |
| 5                       | Roman Kreuziger         | Tsjechië                | + 0' 07"                |

| Tussenstand algemeen klassement | Tussenstand algemeen klassement | Tussenstand algemeen klassement | Tussenstand algemeen klassement |
| rang                            | renner                          | land                            | tijd                            |
| ------------------------------- | ------------------------------- | ------------------------------- | ------------------------------- |
|                                 | Andreas Klöden                  | Duitsland                       | 12u 59' 41"                     |
| 2                               | Roman Kreuziger                 | Tsjechië                        | + 0' 35"                        |
| 3                               | Marco Pinotti                   | Italië                          | + 0' 43"                        |
| 4                               | Denis Mensjov                   | Rusland                         | + 0' 45"                        |
| 5                               | Mikel Astarloza                 | Spanje                          | + 0' 54"                        |

### 5e etappe
| Uitslag Etappe: tijdrit | Uitslag Etappe: tijdrit | Uitslag Etappe: tijdrit | Uitslag Etappe: tijdrit |
| rang                    | renner                  | land                    | tijd                    |
| ----------------------- | ----------------------- | ----------------------- | ----------------------- |
| 1                       | Daniele Bennati         | Italië                  | 3u 43' 39"              |
| 2                       | Markus Zberg            | Zwitserland             | z.t.                    |
| 3                       | Maksim Iglinski         | Kazachstan              | z.t.                    |
| 4                       | Matti Breschel          | Denemarken              | z.t.                    |
| 5                       | Björn Schröder          | Duitsland               | z.t.                    |

| Tussenstand algemeen klassement | Tussenstand algemeen klassement | Tussenstand algemeen klassement | Tussenstand algemeen klassement |
| rang                            | renner                          | land                            | tijd                            |
| ------------------------------- | ------------------------------- | ------------------------------- | ------------------------------- |
|                                 | Andreas Klöden                  | Duitsland                       | 12u 59' 41"                     |
| 2                               | Roman Kreuziger                 | Tsjechië                        | + 0' 35"                        |
| 3                               | Marco Pinotti                   | Italië                          | + 0' 43"                        |
| 4                               | Denis Mensjov                   | Rusland                         | + 0' 45"                        |
| 5                               | Mikel Astarloza                 | Spanje                          | + 0' 54"                        |

## Eindklassementen

### Algemeen klassement
| Eindklassement | Eindklassement     | Eindklassement | Eindklassement      | Eindklassement |
| rang           | renner             | land           | ploeg               | tijd           |
| -------------- | ------------------ | -------------- | ------------------- | -------------- |
|                | Andreas Klöden     | Duitsland      | Team Astana         | 16u 43'20"     |
| 2              | Roman Kreuziger    | Tsjechië       | Liquigas            | op 35"         |
| 3              | Marco Pinotti      | Italië         | Team Columbia       | op 43"         |
| 4              | Denis Mensjov      | Rusland        | Rabobank            | op 45"         |
| 5              | Mikel Astarloza    | Spanje         | Euskaltel-Euskadi   | op 54"         |
| 6              | Sandy Casar        | Frankrijk      | Française des Jeux  | op 1'05"       |
| 7              | Juan Manuel Gárate | Spanje         | Quick-Step          | op 1'08"       |
| 8              | John Gadret        | Frankrijk      | AG2R                | op 1'14"       |
| 9              | Maksim Iglinski    | Kazachstan     | Team Astana         | op 1'48"       |
| 10             | José Marchante     | Spanje         | Saunier Duval-Scott | op 1'52"       |

### Bergklassement
| Eindklassement | Eindklassement     | Eindklassement | Eindklassement     | Eindklassement |
| rang           | renner             | land           | ploeg              | punten         |
| -------------- | ------------------ | -------------- | ------------------ | -------------- |
| 1              | Francesco De Bonis | Italië         | Team Gerolsteiner  | 35             |
| 2              | Stef Clement       | Nederland      | Bouygues Télécom   | 28             |
| 3              | Rémy Di Grégorio   | Frankrijk      | Française des Jeux | 21             |

### Puntenklassement
| Eindklassement | Eindklassement  | Eindklassement | Eindklassement    | Eindklassement |
| rang           | renner          | land           | ploeg             | punten         |
| -------------- | --------------- | -------------- | ----------------- | -------------- |
| 1              | Daniele Bennati | Italië         | Liquigas          | 39             |
| 2              | Markus Zberg    | Zwitserland    | Team Gerolsteiner | 37             |
| 3              | Maksim Iglinski | Kazachstan     | Team Astana       | 36             |

### Sprintklassement
| Eindklassement | Eindklassement   | Eindklassement | Eindklassement  | Eindklassement |
| rang           | renner           | land           | ploeg           | punten         |
| -------------- | ---------------- | -------------- | --------------- | -------------- |
| 1              | Morris Possoni   | Italië         | Team Columbia   | 12             |
| 2              | Alexandre Moos   | Zwitserland    | BMC Racing Team | 12             |
| 3              | Michael Albasini | Zwitserland    | Liquigas        | 12             |

Mannen: 1947 · 1948 · 1949 · 1950 · 1951 · 1952 · 1953 · 1954 · 1955 · 1956 · 1957 · 1958 · 1959 · 1960 · 1961 · 1962 · 1963 · 1964 · 1965 · 1966 · 1967 · 1968 · 1969 · 1970 · 1971 · 1972 · 1973 · 1974 · 1975 · 1976 · 1977 · 1978 · 1979 · 1980 · 1981 · 1982 · 1983 · 1984 · 1985 · 1986 · 1987 · 1988 · 1989 · 1990 · 1991 · 1992 · 1993 · 1994 · 1995 · 1996 · 1997 · 1998 · 1999 · 2000 · 2001 · 2002 · 2003 · 2004 · 2005 · 2006 · 2007 · 2008 · 2009 · 2010 · 2011 · 2012 · 2013 · 2014 · 2015 · 2016 · 2017 · 2018 · 2019 · 2020 · 2021 · 2022 · 2023 · 2024 · 2025
Vrouwen: 2022 · 2023 · 2024 · 2025
 Tour Down Under · 
 Ronde van Vlaanderen · 
 Ronde van het Baskenland · 
 Gent-Wevelgem · 
 Amstel Gold Race · 
 Ronde van Romandië · 
 Ronde van Catalonië · 
 Dauphiné Libéré · 
 Ronde van Zwitserland · 
 Ploegentijdrit Eindhoven · 
 Clásica San Sebastián · 
  Eneco Tour · 
 GP Ouest France-Plouay · 
 Ronde van Duitsland · 
 Vattenfall Cyclassics · 
 Ronde van Polen